# Беговая (станция метро, Санкт-Петербург)
«Бегова́я» — станция Петербургского метрополитена, конечная Невско-Василеостровской линии на северо-западе. Расположена у пересечения улицы Савушкина с Туристской улицей. Самая западная станция метрополитена в России. На станции установлены платформенные раздвижные двери.

## Название
Название станции дано по близлежащей улице.
До 23 июня 2014 года станция носила проектное название «Улица Савушкина». Переименована постановлением правительства Санкт-Петербурга от 23 июня 2014 года согласно рекомендациям Топонимической комиссии в связи с расположением выхода станции вблизи Беговой улицы.

## Наземные сооружения
Павильоны входов построены по проекту архитектора А. Е. Перестюка и расположены в районе пересечения улиц Туристской и Савушкина. Существовало несколько вариантов оформления павильона станции. Проект павильона должен был отвечать требованиям универсальности в архитектурном плане, впоследствии его планировали использовать ещё на двух выходах со станций метро «Дунайская» и «Проспект Славы».

## Подземные сооружения
«Беговая» — колонная многопролётная станция мелкого заложения.
Оформление подземного зала станции связано с Героем Советского Союза, авиатором времён Великой Отечественной войны Александром Савушкиным, именем которого названа местная улица. Архитектура станции спроектирована архитекторами Н. В. Ромашкиным-Тимановым и У. С. Сергеевой.
Тема авиации раскрывается в образе размещённых на колоннах декоративных светильников, стилизованных под «пропеллеры». Их корпуса выполнены из нержавеющей стали. Встроенные в них люминесцентные светильники светят вверх с отражением. Светильники круглой формы светят вниз и освещают платформу.
Полы вестибюлей и станции выполнены из полированного гранита.
Колонны облицованы листами нержавеющей стали, стены — керамическими панелями с цоколями из полированного чёрного гранита.
Для наиболее полного раскрытия архитектурно-художественной концепции станции на боковых стенах запроектированы художественно-декоративные композиции из стекла, выполненные в гамме станционной отделки. На них изображены советские военные самолёты и различные фрагменты их механизмов. Выступ потолка подземного зала над входом в него с эскалаторов украшает портрет самого Савушкина в шлеме на фоне самолётов-истребителей того времени.
Художественные панно были выполнены по технологии лентикулярной печати (автор художественного панно И. И. Баранова).
По краям платформ установлены платформенные раздвижные двери. Выход пассажиров осуществляется на правую сторону, как и на остальных станциях метрополитена с береговыми платформами.
Станции «Беговая» и «Зенит» соединены двухпутным тоннелем.

## Строительство

### Проектирование
В январе — марте 2013 года в средствах массовой информации Санкт-Петербурга появились сообщения, что на совещаниях под руководством губернатора города Георгия Полтавченко в связи с подготовкой к чемпионату мира по футболу 2018 году было принято решение о приоритетности строительства продолжения Невско-Василеостровской линии. 20 июня 2013 года Правительство Российской Федерации приняло постановление № 518 «О Программе подготовки к проведению в 2018 году в Российской Федерации чемпионата мира по футболу», согласно которому станция должна быть построена до начала чемпионата мира по футболу 2018 года, на что из федерального бюджета будут выделены средства.
Согласно постановлению Правительства России № 518 от 20 июня 2013 года, станция вошла в список объектов инфраструктуры, которые должны были быть построены до начала Чемпионата мира по футболу 2018 года.
16 июля 2013 года Комитет по развитию транспортной инфраструктуры объявил, что станция метро «Улица Савушкина» откроется в первом полугодии 2018 года.
В сентябре 2015 года компания «Метрострой» выиграла конкурс и заключила контракт на строительство объекта в составе двух станций с тоннелями к ним за 36 млрд рублей.

### Строительство
Летом 2014 года были начаты работы по подготовке строительной площадки для будущей станции.
В декабре 2015 года от стартового котлована, расположенного в километре севернее станции, началась проходка тоннеля в направлении станции «Приморская». Проходка велась тоннелепроходческим комплексом производства фирмы Herrenknecht, который использовался до этого для проходки двухпутного тоннеля диаметром 10,3 м на Фрунзенском радиусе. Щит должен был пройти тоннель длиной около 5,2 км. Летом 2016 года тоннелепроходческий комплекс миновал станцию «Беговая». В августе 2017 года щит «Надежда» завершил проходку двухпутного участка третьей линии от будущей станции «Беговая» до «Приморской». Диаметр двухпутного перегонного тоннеля «Новокрестовская» — «Беговая» в железобетонной обделке составляет 10,3 м.
В декабре 2017 года была названа официальная дата открытия — 29 апреля 2018 года (в день тестового матча ЧМ-2018 по футболу) вместе со станцией «Новокрестовская». Но открытие станций в данный срок не состоялось по техническим причинам. С 11 апреля 2018 года станция подключена к постоянной системе электроснабжения. 23 апреля 2018 года на участке прошёл первый пробный поезд. 26 мая была торжественно открыта в присутствии губернатора Петербурга Г. С. Полтавченко. Для пассажиров станцию открыли в 21:00 того же дня.

## Инциденты

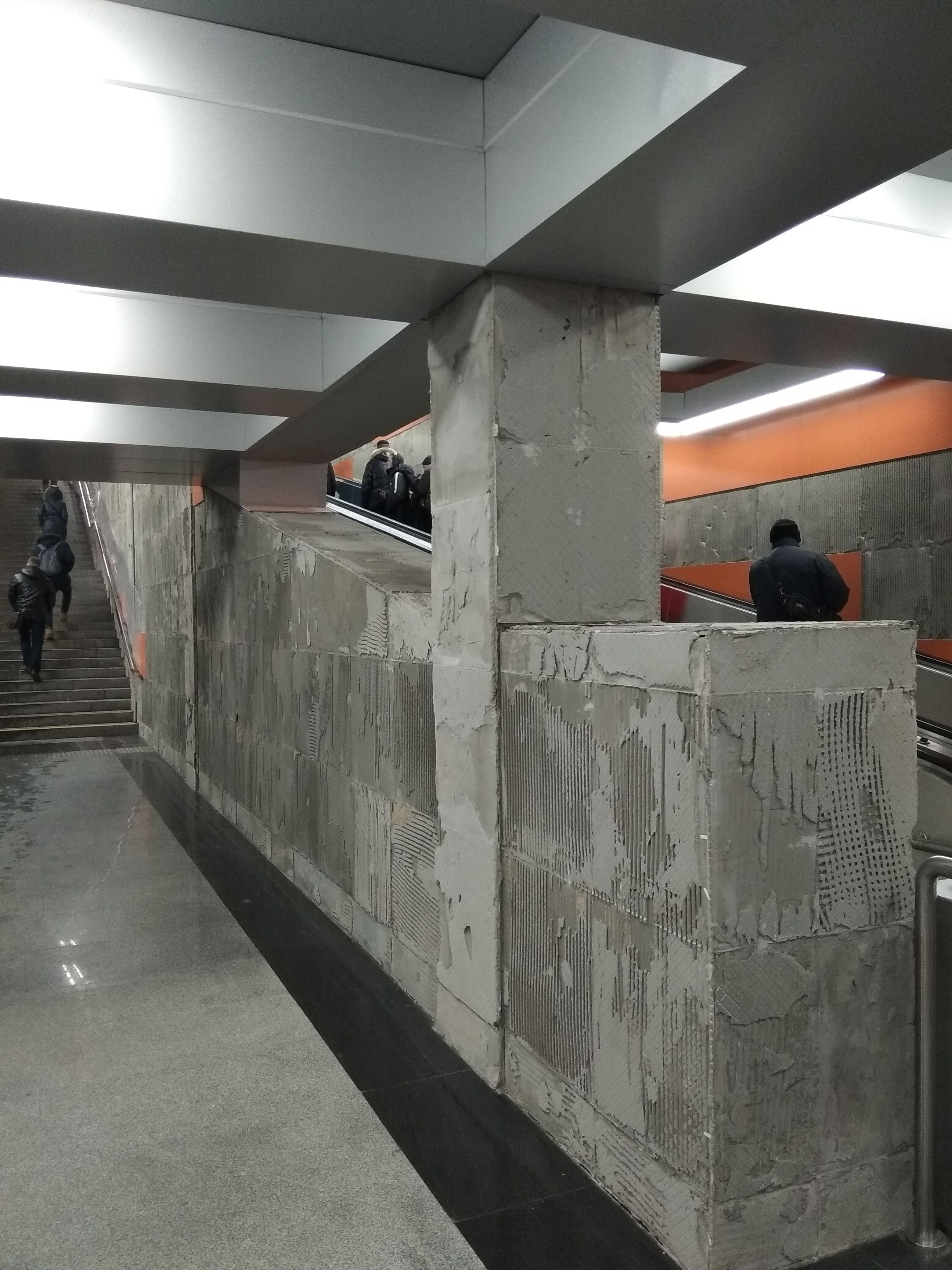
Убранная облицовка станции. 5 марта 2019

В сентябре 2018 года, спустя примерно 4 месяца после открытия, со стен лестнично-траволаторных спусков на станцию начала отваливаться оранжевая керамическая плитка. К началу февраля 2019 года облицовку сняли полностью. В марте 2019 года вестибюль был обтянут полиэтиленом. Станция при этом находилась в рабочем состоянии. В 2020 году демонтированная керамическая плитка была полностью заменена навесными стекломагнезитовыми стеновыми панелями.

## Проблемы и противоречия в классификации типа станции
«Зенит» и «Беговая» не относятся к станциям закрытого типа, поскольку стеклянная стена, в проёмах которой находятся автоматические станционные двери, не является их конструктивным элементом — главным критерием, определяющим данную категорию, и, кроме того, установлены для безопасности, в то время как станции закрытого типа строились для экономии, поскольку в их период действовало Постановление № 1871 ЦК КПСС и Совета министров СССР «Об устранении архитектурных излишеств в проектировании и строительстве» от 4 ноября 1955 года; также, за счёт строительства на мелком заложении, ей не соответствует применённый метод строительства — «стена в грунте» (англ. Top-down). Несмотря на это, их относит к станциям закрытого типа институт «Ленметрогипротранс», занимающийся проектированием метрополитенов, чьим проектом, в частности, являются строящиеся станции «Богатырская» и «Каменка». В Правилах технической эксплуатации (ПТЭ) метрополитенов Российской Федерации станцией закрытого типа называется станция, пассажирский зал которой отделён от путевых (перегонных) тоннелей стенами с автоматическими дверями без уточнения, что они являются (должны быть) несущими. «Беговая» не упоминается как станция закрытого типа на сайте тематического поезда «Эпохи метро».

## Путевое развитие
Севернее станции расположен перекрёстный съезд. Протяжённость оборотных тупиков за станцией — около 1,1 км.
Большая протяжённость оборотных тупиков за «Беговой» вызвана планами по дальнейшему продлению Невско-Василеостровской линии: сначала до станции «Каменка» (с промежуточной станцией «Богатырская»), а затем до станции «Осиновая роща» (с промежуточными станциями «Парашютная», «Академгородок» и «Парголово»).
|  |  |  |

|  |  |  |

|  |  |  |

|  |  |  |  |  |  |  |

|  |  |  |

|  |  |  |

|  |  |  |

|  |  |  |

|  |  |  |

|  |  |  |  |  |  |  |

|  |  |  |

|  |  |  |

|  |  |  |

|  |  |  |

|  |  |  |

|  |  |  |  |  |  |  |

|  |  |  |

|  |  |  |

|  |  |  |

|  |  |  |

|  |  |  |

|  |  |  |  |  |  |  |

|  |  |  |

|  |  |  |

## Галерея

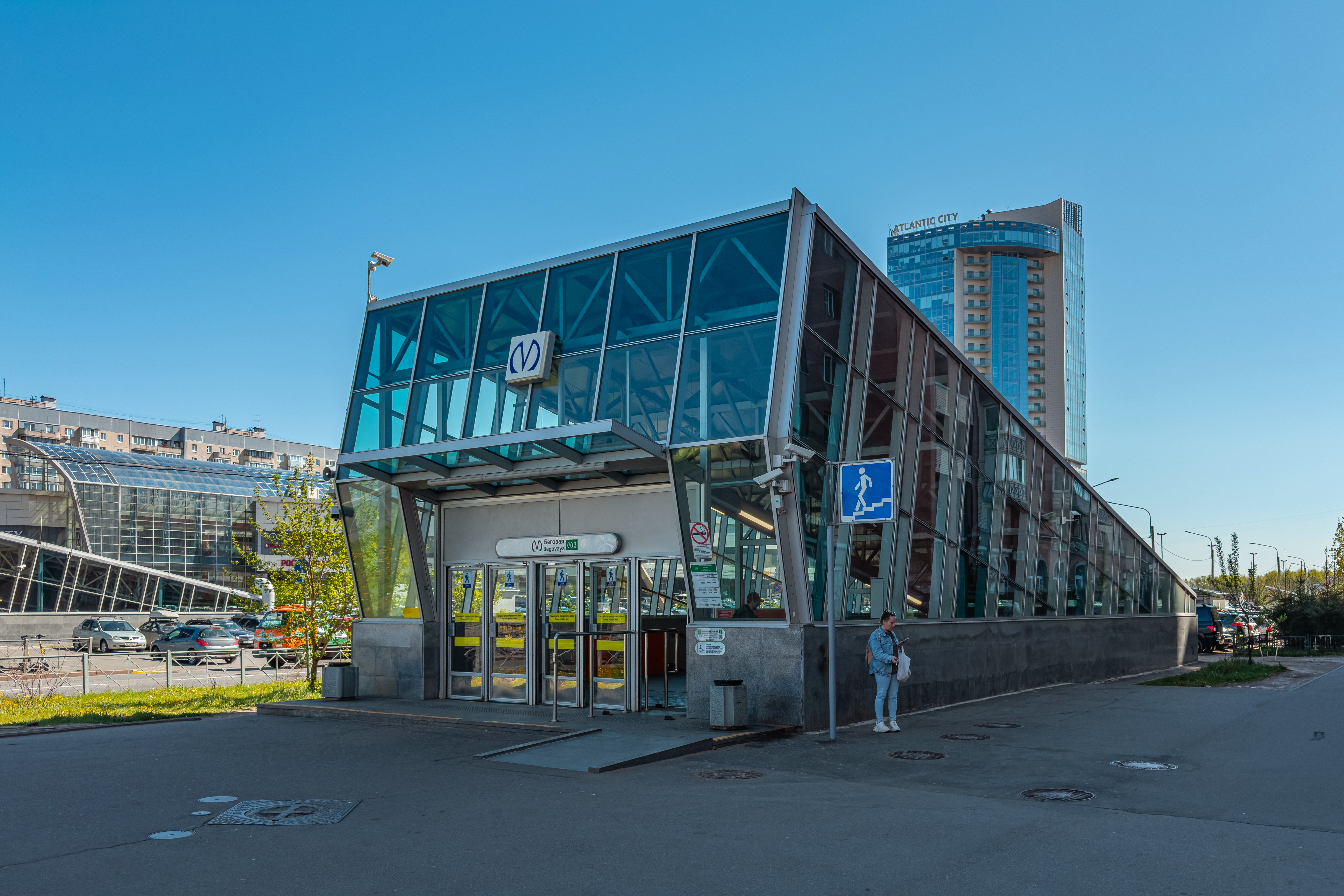
Один из павильонов станции
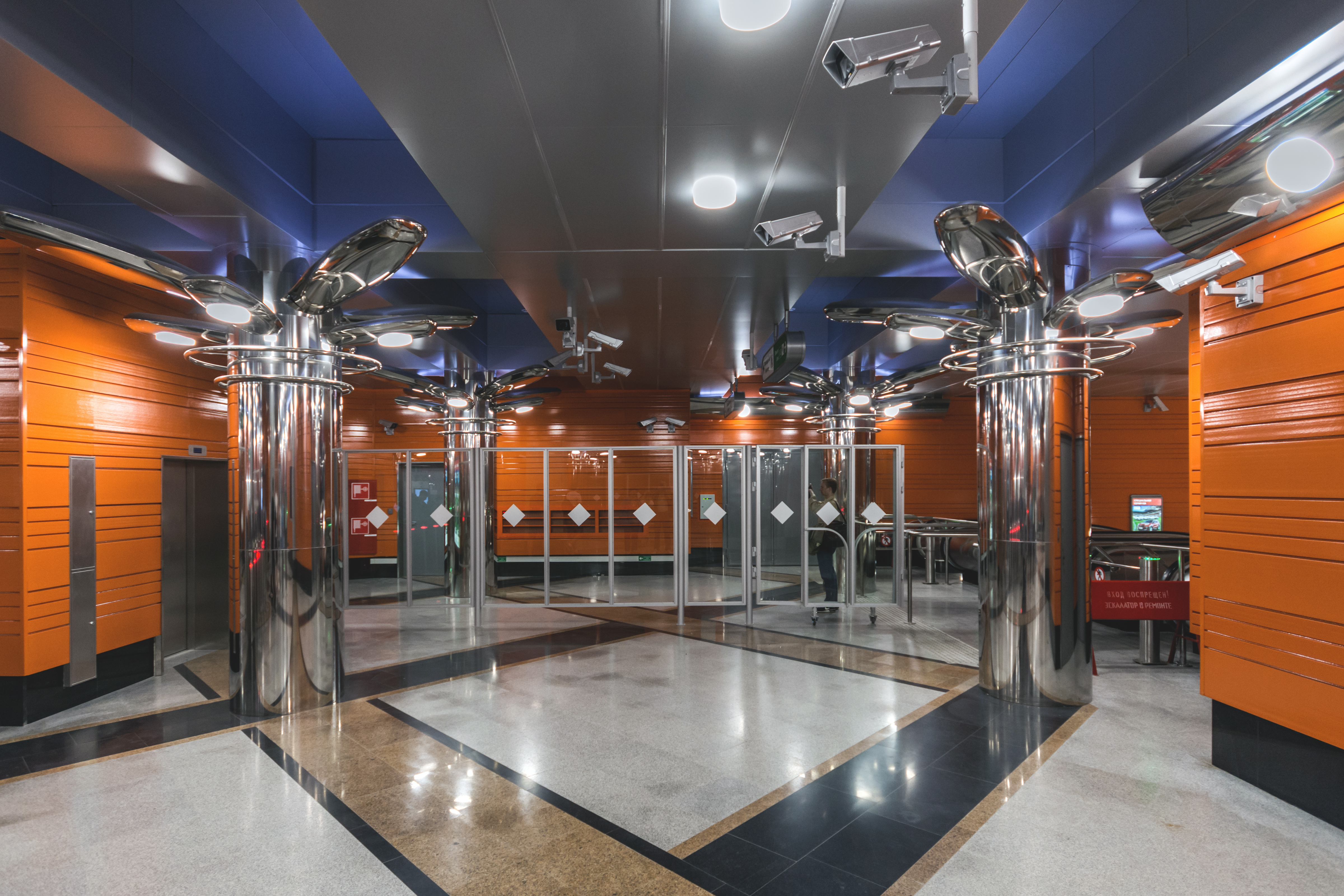
Вестибюль станции. Слева виден пассажирский лифт
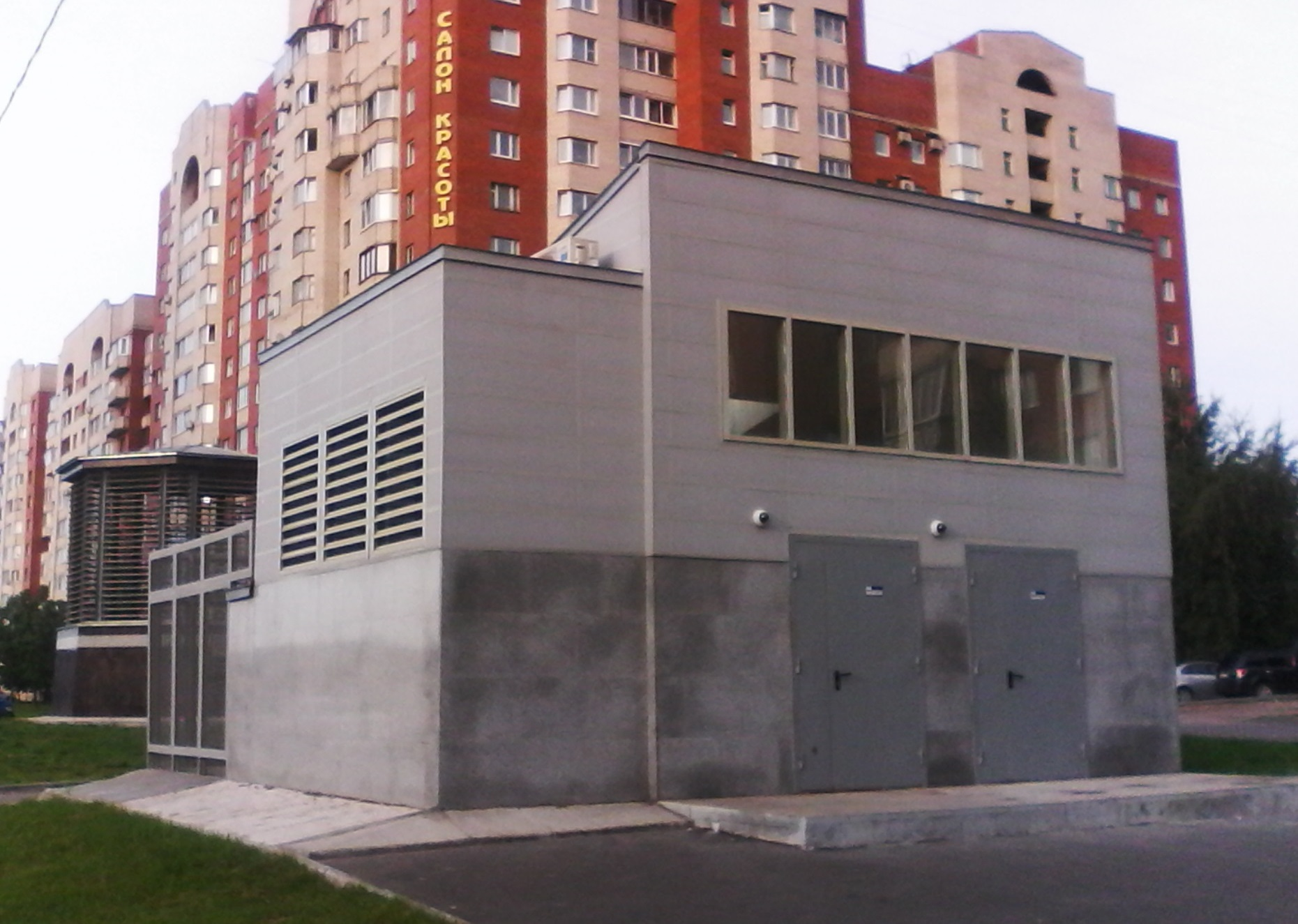
Павильон эвакуационного выхода со станции

## Наземный транспорт

### Автобусы

#### Городские
| №    | Конечный пункт 1                  | Пересадки                                                                        | Конечный пункт 2   |
| ---- | --------------------------------- | -------------------------------------------------------------------------------- | ------------------ |
| 93   | проспект Культуры                 | Гражданский проспект Новая Охта Академическая Пионерская Старая Деревня Яхтенная | Лахтинский Разлив  |
| 101  | Кронштадт, Ленинградская пристань | Горская Лисий Нос Ольгино Лахта                                                  | Старая Деревня     |
| 101Э | Кронштадт, Гражданская улица      | -                                                                                | Старая Деревня     |
| 112  | Удельная                          | Комендантский проспект Старая Деревня Лахта Ольгино                              | ЖК «Юнтолово»      |
| 120  | Лахтинский Разлив                 | Лахта Ольгино                                                                    | ЖК «Юнтолово»      |
| 134  | Лахтинский Разлив                 | —                                                                                | Арцеуловская аллея |
| 134А | Лахтинский Разлив                 | Яхтенная Комендантский проспект                                                  | Репищева улица     |
| 134Б | Репищева улица                    | Комендантский проспект                                                           | Лахтинский Разлив  |
| 170  | Репищева улица                    | Пионерская Комендантский проспект Яхтенная                                       | Лахтинский Разлив  |
| 211  | Зеленогорск                       | Сестрорецк Тарховка Александровская Горская Лисий Нос Ольгино Лахта              | Чёрная речка       |
| 211Э | Зеленогорск                       | Сестрорецк Лисий Нос                                                             | Чёрная речка       |
| 216  | Сестрорецк, Курортная улица       | Сестрорецк Тарховка Александровская Горская Лисий Нос Ольгино Лахта              | Беговая            |
| 216А | Сестрорецк, Курортная улица       | Сестрорецк Тарховка Александровская Горская Лисий Нос Ольгино Лахта              | Старая Деревня     |
| 303  | Сестрорецк, Приозёрная улица      | Александровская Горская Лисий Нос Ольгино Лахта                                  | Лахтинский Разлив  |

#### Пригородные
| №   | Конечный пункт 1 | Пересадки                                                                            | Конечный пункт 2 |
| --- | ---------------- | ------------------------------------------------------------------------------------ | ---------------- |
| 600 | Беговая          | Лахта Ольгино Лисий Нос Горская Александровская Тарховка Сестрорецк Солнечное Репино | Первомайское     |

### Трамваи
| №  | Конечный пункт 1  | Пересадки              | Конечный пункт 2 |
| -- | ----------------- | ---------------------- | ---------------- |
| 19 | Лахтинский Разлив | —                      | Старая Деревня   |
| 48 | Лахтинский Разлив | Чёрная речка · Ланская | Кушелевка        |